# 19
19（十九）是18与20之间的自然数。

## 数学性质
- 第8個質數。前一個為17、下一個為23。
  - 第4对孿生質數之一，為（17、 19）。
  - 第8個陳質數
  - 第7個瓦格斯塔夫質數
  - 第5個危險質數。前一個是17、下一個是29。
  - 素数组合 {\displaystyle (n,n+2,n+6,n+8)} 之一（11，13，17，19）；下一个组合为（101，103，107，109）
  - 高斯質數之一。
- 第16個虧數，真因數和為1，虧度為18。前一個為17、下一個為21。
- 第12個不尋常數，大於平方根的質因數為19。前一個為17、下一個為20。
- 第13個無平方數因數的數。前一個為17、下一個為21。
- 第13個十进制的等數位數。前一個為17、下一個為21。
- 第4個中心三角形數、第3個中心六邊形數、第3個八面體數
- 第7個梅森質數的指數
- 循環單位1111111111111111111（連續19個1，其中19是質數）是質數。[1]
- {\displaystyle {\frac {1}{19}}=0.{\overline {052631578947368421}}}（19的倒數的循環節長18個位）
- 每個正整數是最多19個4次方之和（華林問題）
- 第2個基思數
- 第5個快樂數
- 相反數-19為殭屍數，即位數和（首位含負號）的平方與自身的和大於零的負數，即{\displaystyle {{-{19}}+{{\left({{-{1}}+{9}}\right)}^{2}}}=45}。前一個為-28，後一個為-18（OEIS數列A328933）。

### 基本运算
| 乘法                             | 1  | 2  | 3  | 4  | 5  | 6   | 7   | 8   | 9   | 10  |  | 11  | 12  | 13  | 14  | 15  | 16  | 17  | 18  | 19  | 20  |  | 21  | 22  | 23  | 24  | 25  |
| -------------------------------- | -- | -- | -- | -- | -- | --- | --- | --- | --- | --- |  | --- | --- | --- | --- | --- | --- | --- | --- | --- | --- |  | --- | --- | --- | --- | --- |
| {\displaystyle {{19}\times {x}}} | 19 | 38 | 57 | 76 | 95 | 114 | 133 | 152 | 171 | 190 |  | 209 | 228 | 247 | 266 | 285 | 304 | 323 | 342 | 361 | 380 |  | 399 | 418 | 437 | 456 | 475 |

| 乘方                       | 1  | 2      | 3          | 4            | 5              | 6               | 7                 | 8                  | 9                   |
| -------------------------- | -- | ------ | ---------- | ------------ | -------------- | --------------- | ----------------- | ------------------ | ------------------- |
| {\displaystyle {{19}^{x}}} | 19 | 361    | 6859       | 130321       | 2476099        | 47045881        | 893871739         | 16983563041        | 322687697779        |
| {\displaystyle {{x}^{19}}} | 1  | 524288 | 1162261467 | 274877906944 | 19073486328125 | 609359740010496 | 11398895185373143 | 144115188075855872 | 1350851717672992089 |

## 在科学中
- 鉀的原子序數[2]

## 在人类文化中
- 西元19年
- 在伊斯蘭教教義中，管理火獄的天神（天使）有19名（《古蘭經》74:30至31）。

### 在音樂中
- 《19（英语：19 (song)）》是一首由保羅·哈凱索（Paul Hardcastle）在1985年時創作發行的流行榜冠軍單曲，這首歌詞內蘊含大量反戰意識的電子音樂單曲之所以如此得名，是因為根據統計美國在越戰期間投入戰場的官兵平均年齡，正好是19歲。
- 《19》英國歌手愛黛兒的專輯。
- 《19》臺灣歌手蔡旻佑的專輯。
- 19，臺灣演唱團體，成員為陳珊妮和陳建騏。

## 在其它领域中
- 雷諾19（Renault 19）：又常稱為「雷諾19號」，法國雷諾車廠在1988年至1997年之間曾生產過的一個小型家庭用車系列。
- 一般的圍棋比賽都使用縱橫各十九路的棋盤。
- 史蒂芬金所著的長篇奇幻小說《黑塔》中，19是個神秘且重要的數字。
- 19次回歸年約等於235個朔望月。
- 粵語粗言「濕鳩」的諧音。
- 現時香港的公共小巴的最高可載乘客數量
- 《古詩十九首》，漢代一組五言詩的合稱。
- 《問劉十九》，白居易的詩。
- 今本《爾雅》（中國最早的詞典）共有十九篇。
- 嚴重特殊傳染性肺炎的縮寫「COVID-19」。因其第一個個案在2019年12月1日而得名。